# Teresita Aguilar
Teresita Aguilar Mirambell (Atenas, 1 de enero de 1933-8 de octubre del 2020), fue una cirujana, profesora y bióloga costarricense.

## Ámbito académico
Tiene un máster en seguridad social y profesora de ciencias. Fue hija de José Joaquín Aguilar Monge y Alice Mirambell Umaña. Fue autora de múltiples publicaciones en planeamiento e investigación educativa, organización comunitaria y seguridad social, diputada del período 2005-2006, Secretaria del Partido Acción Ciudadana 2006-2009, Vicepresidenta de la Asociación de Escritoras Costarricenses entre el 2010-2012.[cita requerida] Además, fue Secretaria de Asuntos Internacionales del Club 7 Mujeres Profesionales y de Negocios BPW entre el 2010 y 2013.[cita requerida] Coordinadora Oficial del Festival Grito de Mujer, Santa Ana, 2014, presidenta y directora de la Junta de Pensiones y Jubilaciones del Magisterio Nacional, y miembro de la Comisión Ejecutiva (CPISS) de la Conferencia Iberoamericana de Seguridad Social (CISS).
Desde el 28 de mayo de 2018 y hasta el día de su muerte, fue la presidenta de la Junta Rectora del Consejo Nacional de la Persona Adulta Mayor (CONAPAM).

## Publicaciones

### Poesía
- «Soy mujer». Editorial E.D.U.C.A., 1990.[4]
- «Tú y yo». Editorial Mirambell, 1994. Publicación ganadora del Premio Botija de Plata.[4]
- Dueñas, Palencia, España 1992.[4]
- «Voces comunes». Editorial Mirambell, 2003.[4]
- «Soy la otra mujer». Editorial Mirambell, 2003.[4]
- «Tú y yo». Editorial Mirambell, 2003. Segunda edición.[4]
- «Metáforas de hierro». Editorial Mirambell, 2008.[4]
- «La mujer renacida». Editorial Mirambell. 2014.[4]

### Narrativa
- «Celebremos la Vida» Un testimonio de vida después de oír la frase: «Tenés Cáncer». Editorial Mirambell, 2012.[4]
- Relatos «Entre el cielo y el Mar», 2014.[4]

## Vida personal
El 3 de agosto del 2004 un dolor fuerte en el abdomen al lado derecho hizo que dos de sus hijos la llevaran al hospital Cima, el más cercano a su casa en Santa Ana, donde en pocas horas se le diagnosticó cáncer de ovario. Del 3 al 12 de agosto del 2004 Teresita afrontó el diagnóstico de una cirugía inmediata. «No pienso en nada, estoy como si continuara anestesiada: nada de miedos, nada de llantos, nada de reclamos ni de perdones». Así lo escribe en su libro, ¡Celebremos la vida! publicado en el año 2012 y dedicado totalmente para contar su testimonio sobre la lucha contra el cáncer de ovario. Venció la enfermedad y desde el año 2012, inició un programa de lucha contra el cáncer de ovario en Costa Rica. El 8 de octubre del 2020 falleció a los 87 años debido a problemas de fibrilación ventricular ocasionados por una cardiopatía.